# Placopecten
Placopecten is een geslacht van tweekleppigen uit de familie van de Pectinidae (mantelschelpen).

## Soort
- Placopecten magellanicus (Gmelin, 1791)